# 3e flotte (Marine impériale japonaise)
Pour les articles homonymes, voir 3e flotte.
La 3e flotte (第三艦隊, Dai-san Kantai) était une flotte de la Marine impériale japonaise active de 1903 à 1944 et dissoute à six reprises durant cette période.

## Histoire

### Guerre russo-japonaise
Elle est créée le 28 décembre 1903 par le quartier général impérial en tant qu'unité administrative pour gérer les navires jugés obsolètes pour les opérations de combat de première ligne. Ces navires étaient principalement utilisés pour les formations et les patrouilles côtières. La 3e flotte appuie la flotte combinée lors de la guerre russo-japonaise en mars 1904. Bien qu'initialement considéré comme désuète (surnommée ironiquement « flotte de dinosaures »), la 3e flotte apporte un soutien qui se révèlera décisif pendant la bataille de Tsushima et l'invasion de Sakhaline, avant d'être dissoute une première fois le 20 décembre 1905.

### Flotte du sud de la Chine
La flotte est réactivée le 24 décembre 1908 en tant que force expéditionnaire pendant la révolution chinoise pour protéger les intérêts japonais sur le continent chinois et (si nécessaire) pour effectuer une évacuation d'urgence. Elle a été surnommée « flotte du sud de la Chine », son théâtre d'opération principal étant la mer de Chine méridionale. Ses croiseurs patrouillèrent dans le fleuve Yangtsé et dans d'autres grands fleuves en Chine, son siège étant dans la concession japonaise à Shanghai. Elle fut dissoute le 25 décembre 1915.

### Première Guerre mondiale
La 3e flotte est reconstituée le jour-même de la dissolution de la « flotte du sud de la Chine ». Elle sert initialement de force de formation pendant la Première Guerre mondiale selon les termes de l'Alliance anglo-japonaise. Lors de la révolution russe, la 3e flotte patrouille au large des côtes de la Russie pour soutenir l'intervention en Sibérie par les forces terrestres japonaises appuyant les forces anti-bolchevik. La 3e flotte est finalement dissoute le 1er décembre 1922 au cours duquel bon nombre de ses navires ont été mis au rebut selon les termes du traité naval de Washington.

### Première flotte expéditionnaire de Chine
La 3e flotte est de nouveau réactivée le 2 février 1938 après avoir construit dans l'urgence de nouvelles forces navales quelque temps après la guerre de Shanghai. Cette accumulation de forces est divisée en trois flottes expéditionnaires distinctes, constituées principalement de croiseurs et de canonnières patrouillant au large des côtes et dans les fleuves chinois pour soutenir les débarquements des forces terrestres japonaises. Avec le déclenchement de la Seconde guerre sino-japonaise, la 3e flotte sert d'appui de la China Area Fleet (en). Bien qu'une nouvelle fois dissoute le 15 novembre 1939, certaines structures d'organisation et de commandement des forces terrestres sous l'égide de la première flotte expéditionnaire de Chine restent actives jusqu'en août 1943.

### Flotte expéditionnaire du Sud
Recréée une fois de plus le 10 avril 1941, elle est cette fois renommée « flotte expéditionnaire du Sud », ayant pour mission l'invasion des Philippines. Lors de l'attaque sur Pearl Harbor, son quartier général est basé à Palaos. Sa mission est ensuite élargie à l'invasion de Java, Bornéo et des îles des Indes orientales néerlandaises. Elle est remplacée par la 2e flotte expéditionnaire du Sud sous l'égide de la Southwest Area Fleet le 10 mars 1942.

### Seconde Guerre mondiale
Elle est reformée pour la sixième (et dernière) fois le 14 juillet 1942 après la désastreuse bataille de Midway, en tant que force d'intervention composée de porte-avions d'escorte. Centrée notamment sur les nouveaux porte-avions Shōkaku et Zuikaku, la flotte joue un rôle important lors de la victoire à la Pyrrhus à la bataille des îles Santa Cruz, au cours duquel le porte-avions américain USS Hornet a été coulé au prix de nombreuses pertes japonaises.
Après le mois de mars 1944, la 3e flotte fusionne avec la 2e flotte dans une 1re Flotte Mobile et subit des pertes désastreuse pendant la bataille de la mer des Philippines.
Avec la perte de 4 porte-avions lors de la bataille du cap Engaño la 3e flotte est officiellement dissoute le 15 décembre 1944.

## Commandants de la3eflotte
Commandant en chef
|   | Rang        | Nom                | Dates             | Dates             |
| - | ----------- | ------------------ | ----------------- | ----------------- |
| 1 | Amiral      | Kataoka Shichirō   | 28 décembre 1903  | 20 décembre 1905  |
| X |             | Dissolution        | 20 décembre 1905  | 13 décembre 1915  |
| 1 | Amiral      | Murakami Kakuichi  | 13 décembre 1915  | 6 avril 1917      |
| 2 | Amiral      | Arima Ryōkitsu     | 6 avril 1917      | 1er décembre 1918 |
| 3 | Amiral      | Teijiro Kuroi      | 1er décembre 1918 | 1er décembre 1919 |
| 4 | Amiral      | Kaneo Nomaguchi    | 1er décembre 1919 | 1er décembre 1920 |
| 5 | Amiral      | Kozaburo Oguri     | 1er décembre 1920 | 1er décembre 1921 |
| 6 | Amiral      | Kantarō Suzuki     | 1er décembre 1921 | 27 juillet 1922   |
| 7 | Vice-amiral | Naoe Nakano        | 27 juillet 1922   | 1er décembre 1922 |
| X |             | Dissolution        | 1er décembre 1922 | 2 février 1932    |
| 1 | Amiral      | Kichisaburō Nomura | 2 février 1932    | 28 juin 1932      |
| 2 | Vice-amiral | Seizo Sakonji      | 28 juin 1932      | 1er décembre 1932 |
| 3 | Amiral      | Mitsumasa Yonai    | 1er décembre 1932 | 15 septembre 1933 |
| 4 | Vice-amiral | Shinjiro Imamura   | 15 septembre 1933 | 15 novembre 1934  |
| 5 | Amiral      | Gengo Hyakutake    | 15 novembre 1934  | 1er décembre 1935 |
| 6 | Amiral      | Koshirō Oikawa     | 1er décembre 1935 | 1er décembre 1936 |
| 7 | Amiral      | Kiyoshi Hasegawa   | 1er décembre 1936 | 25 avril 1938     |
| 8 | Amiral      | Koshirō Oikawa     | 25 avril 1938     | 15 novembre 1939  |
| X |             | Dissolution        | 15 novembre 1939  | 10 avril 1941     |
| 1 | Amiral      | Ibō Takahashi      | 10 avril 1941     | 10 mars 1942      |
| X |             | Dissolution        | 10 mars 1942      | 14 juillet 1942   |
| 1 | Amiral      | Chūichi Nagumo     | 14 juillet 1942   | 11 novembre 1942  |
| 2 | Vice-amiral | Jisaburō Ozawa     | 11 novembre 1942  | 15 novembre 1944  |

Chefs d'État-major
|   | Rang          | Nom                   | Dates             | Dates             |
| - | ------------- | --------------------- | ----------------- | ----------------- |
| 1 | Contre-amiral | Shizuka Nakamura      | 28 décembre 1903  | 12 janvier 1905   |
| 2 | Vice-amiral   | Koshi Saito           | 12 janvier 1905   | 2 novembre 1905   |
| X |               | Dissolution           | 20 décembre 1905  | 13 décembre 1915  |
| 1 | Contre-amiral | Shichitaro Takagi     | 13 décembre 1915  | 1er avril 1916    |
| 2 | Contre-amiral | Tokutaro Hiraga       | 1er avril 1916    | 19 mars 1917      |
| 3 | Vice-amiral   | Hisatsune Iida        | 19 mars 1917      | 1er décembre 1917 |
| 4 | Vice-amiral   | Shichigoro Saito      | 1er décembre 1917 | 1er décembre 1918 |
| 5 | Vice-amiral   | Shinzaburo Furukawa   | 1er décembre 1918 | 10 juin 1919      |
| 6 | Vice-amiral   | Kosaburo Uchida       | 10 juin 1919      | 20 novembre 1920  |
| 7 | Contre-amiral | Hisamori Taguchi      | 20 novembre 1920  | 1er décembre 1921 |
| 8 | Vice-amiral   | Naomoto Komatsu       | 1er décembre 1921 | 1er décembre 1922 |
| X |               | Dissolution           | 1er décembre 1922 | 2 février 1932    |
| 1 | Amiral        | Shigetarō Shimada     | 2 février 1932    | 28 juin 1932      |
| 2 | Vice-amiral   | Shigeru Kikuno        | 28 juin 1932      | 1er avril 1933    |
| 3 | Contre-amiral | Seizaburo Mitsui      | 1er avril 1933    | 15 novembre 1933  |
| 4 | Amiral        | Shirō Takasu          | 15 novembre 1933  | 15 novembre 1934  |
| 5 | Vice-amiral   | Eijiro Kondo          | 15 novembre 1934  | 2 décembre 1935   |
| 6 | Vice-amiral   | Seiichi Iwamura       | 2 décembre 1935   | 16 novembre 1936  |
| 7 | Vice-amiral   | Rokuzō Sugiyama (en)  | 16 novembre 1936  | 25 avril 1938     |
| 8 | Vice-amiral   | Jinichi Kusaka        | 25 avril 1938     | 23 octobre 1939   |
| 9 | Amiral        | Shigeyoshi Inoue      | 23 octobre 1939   | 15 novembre 1939  |
| X |               | Dissolution           | 15 novembre 1939  | 10 avril 1941     |
| 1 | Vice-amiral   | Toshihisa Nakamura    | 10 avril 1941     | 10 mars 1942      |
| 2 | Vice-amiral   | Ryūnosuke Kusaka      | 14 juillet 1942   | 23 novembre 1942  |
| 3 | Vice-amiral   | Sadayoshi Yamada (en) | 23 novembre 1942  | 6 décembre 1943   |
| 4 | Contre-amiral | Keizō Komura          | 6 décembre 1943   | 1er octobre 1944  |
| 5 | Contre-amiral | Sueo Obayashi         | 1er octobre 1944  | 15 novembre 1944  |